# Andrzej Krzeptowski II
Andrzej Krzeptowski (ur. 3 sierpnia 1902 w Kościelisku, zm. 12 kwietnia 1981 w Zakopanem) – polski narciarz olimpijczyk, kierownik schronisk tatrzańskich.

## Życiorys
Był określany przez prasę sportową jako Andrzej Krzeptowski II dla odróżnienia od swego brata stryjecznego Andrzeja Krzeptowskiego I (od którego był o rok starszy).
Był znanym biegaczem narciarskim. Startował w Igrzyskach Olimpijskich w St. Moritz (1928), gdzie zajął 25. miejsce w biegu na 18 km i 13. miejsce w biegu na 50 km. Uczestniczył także w Mistrzostwach Świata w Zakopanem (1929), gdzie był dziewiętnasty na 18 km i czternasty na 50 km.
Zdobył mistrzostwo Polski w biegu na 50 km w 1928, a w 1929 był wicemistrzem na tym dystansie. Wicemistrzem był także w sztafecie 5 × 10 km w 1931.
Przez wiele lat prowadził wraz z żoną Marią schronisko im. Leopolda Świerza w Dolinie Pięciu Stawów Polskich (w latach 1932–1939 jako schronisko PTT, a w latach 1947–1957 PTTK). Później (w latach 1957–1968) prowadził schronisko PTTK Roztoka, a następnie restaurację Knieja w Kirach.
Był wieloletnim ratownikiem TOPR.
Pochowany jest na Starym Cmentarzu w Zakopanem (sektor P-III-69).

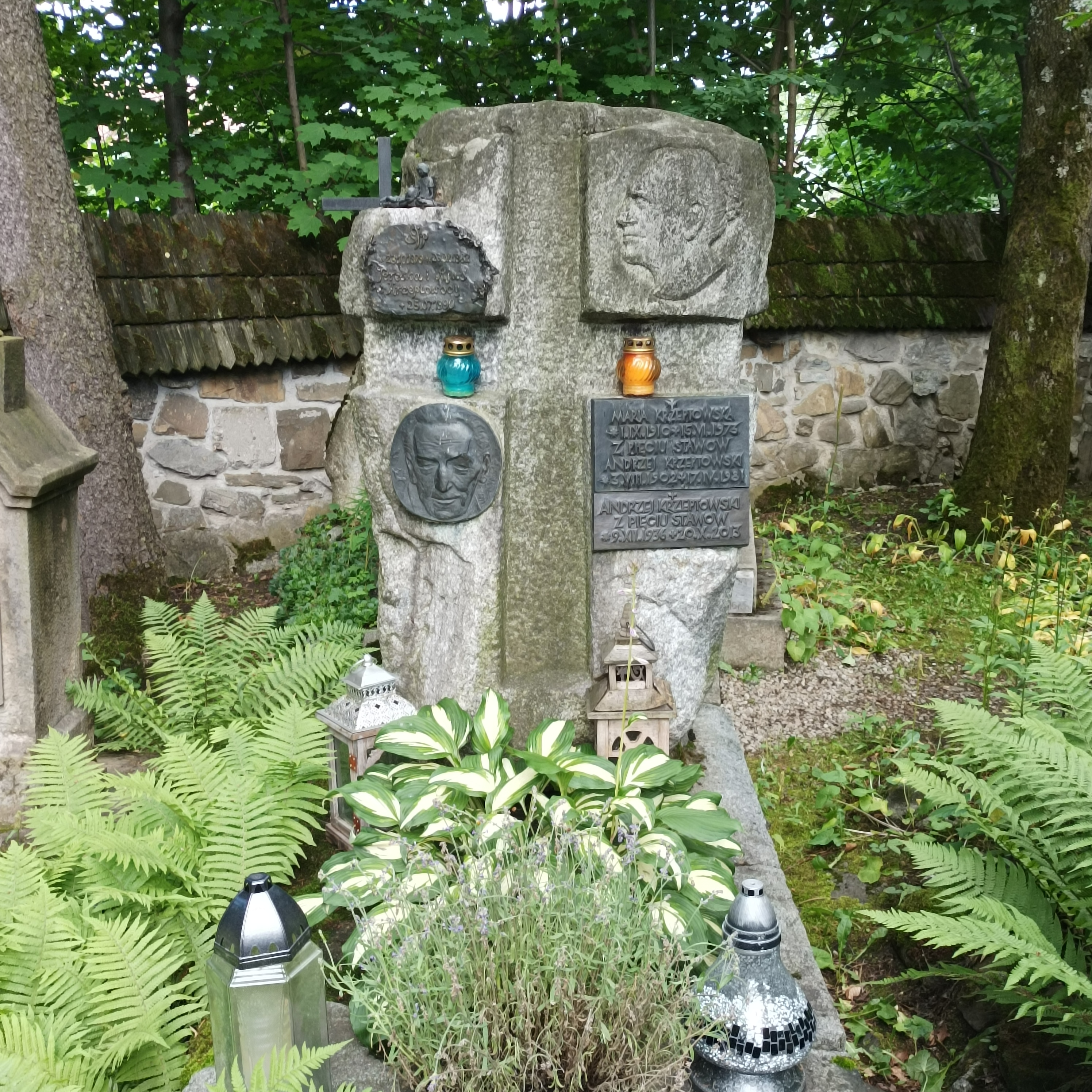
Grób Andrzeja Krzeptowskiego II na Cmentarzu Zasłużonych na Pęksowym Brzyzku

## Ordery i odznaczenia
- Złoty Krzyż Zasługi (28 kwietnia 1939)[2]

## Igrzyska olimpijskie
| Miejsce | Dzień     | Rok  | Miejscowość | Konkurencja | Czas biegu | Strata | Zwycięzca            |
| ------- | --------- | ---- | ----------- | ----------- | ---------- | ------ | -------------------- |
| 13.     | 14 lutego | 1928 | St. Moritz  | 50 km       | 5:36:55    | +44:52 | Per-Erik Hedlund     |
| 25.     | 17 lutego | 1928 | St. Moritz  | 18 km       | 1:59:02    | +22:01 | Johan Grøttumsbråten |

## Mistrzostwa świata
| Miejsce | Dzień    | Rok  | Miejscowość | Konkurencja | Czas biegu | Strata | Zwycięzca        |
| ------- | -------- | ---- | ----------- | ----------- | ---------- | ------ | ---------------- |
| 14.     | 5 lutego | 1929 | Zakopane    | 50 km       | 4:25:40    | +35:39 | Anselm Knuuttila |
| 19.     | 8 lutego | 1929 | Zakopane    | 18 km       | 1:34:43    | +14:40 | Veli Saarinen    |